# Óriás csiperke
Az óriás csiperke (Agaricus augustus) a csiperkefélék családjába tartozó, Eurázsiában, Észak-Afrikában és Észak-Amerikában honos, erdőkben, parkokban, kertekben élő, ehető gombafaj. Az egyik legnagyobbra növő csiperkefaj.

## Megjelenése
Az óriás csiperke kalapja 6-25 (30) cm széles, fiatal félgömb alakú, vagy némileg szögletes, majd domborúan, idősen majdnem laposan kiterül. Alapszíne fehéres, de felszínét sűrűn fedik a barna-sötétbarna szálas pikkelyek. A szélénél nyomásra sárgul.
Húsa vastag, színe fehér, sérülésre nem változik, esetleg kissé barnul. Szaga erős, keserűmandulára emlékeztet; kellemes gombaízű.
Közepesen sűrű lemezei szabadon állnak. Színük fiatalon fehér, később krémszínű, szürkésbarna (nem rózsaszín), idősen sötét csokoládébarnára, szinte feketésre színeződnek. Fiatalon fehéres részleges burok védi őket. 
Tönkje 10–20 cm magas és akár 4 cm vastag. Alakja egyenletesen hengeres. Fehéres gallérja nagy, lelógó, szoknyaszerű. A tönk színe fehéres, a gallér fölött felszíne csupasz, alatta fehéres-halványbarnás pikkelyek borítják. 
Spórapora sötét csokoládébarna. Spórája ellipszoid, sima, vastag falú, mérete 8–10 x 4,5–6 µm.

### Hasonló fajok
A mérgező barnapikkelyű csiperke vagy az erdei csiperke és a nagy őzlábgomba hasonlíthat hozzá.

## Elterjedése és termőhelye
Eurázsiában, Észak-Afrikában és Észak-Amerikában honos. Magyarországon nem gyakori.  
Lombos- és fenyőerdőkben, erdőszéleken, parkokban, kertekben fordul elő, a talajban lévő szerves törmelékeket bontja. Júniustól októberig terem. 

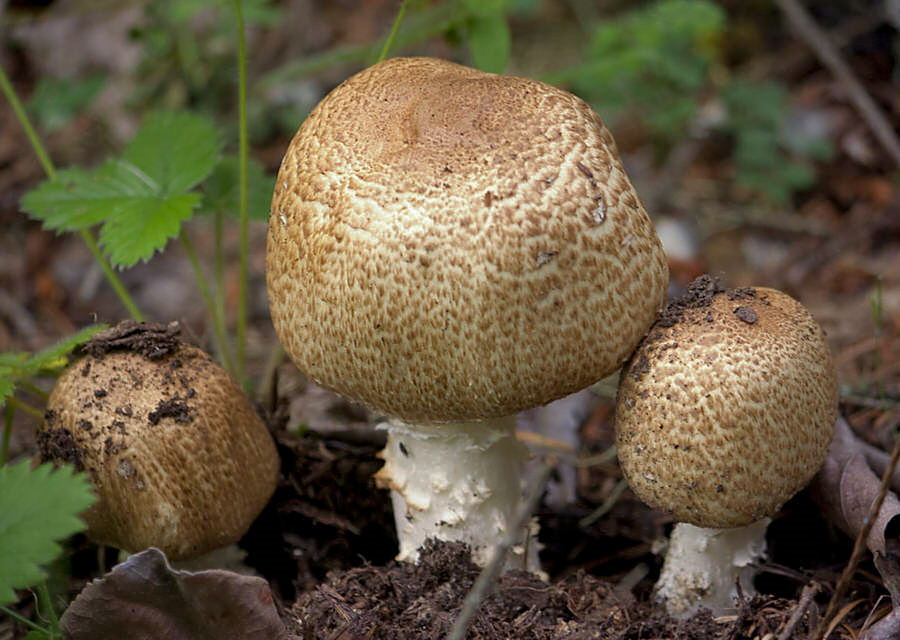
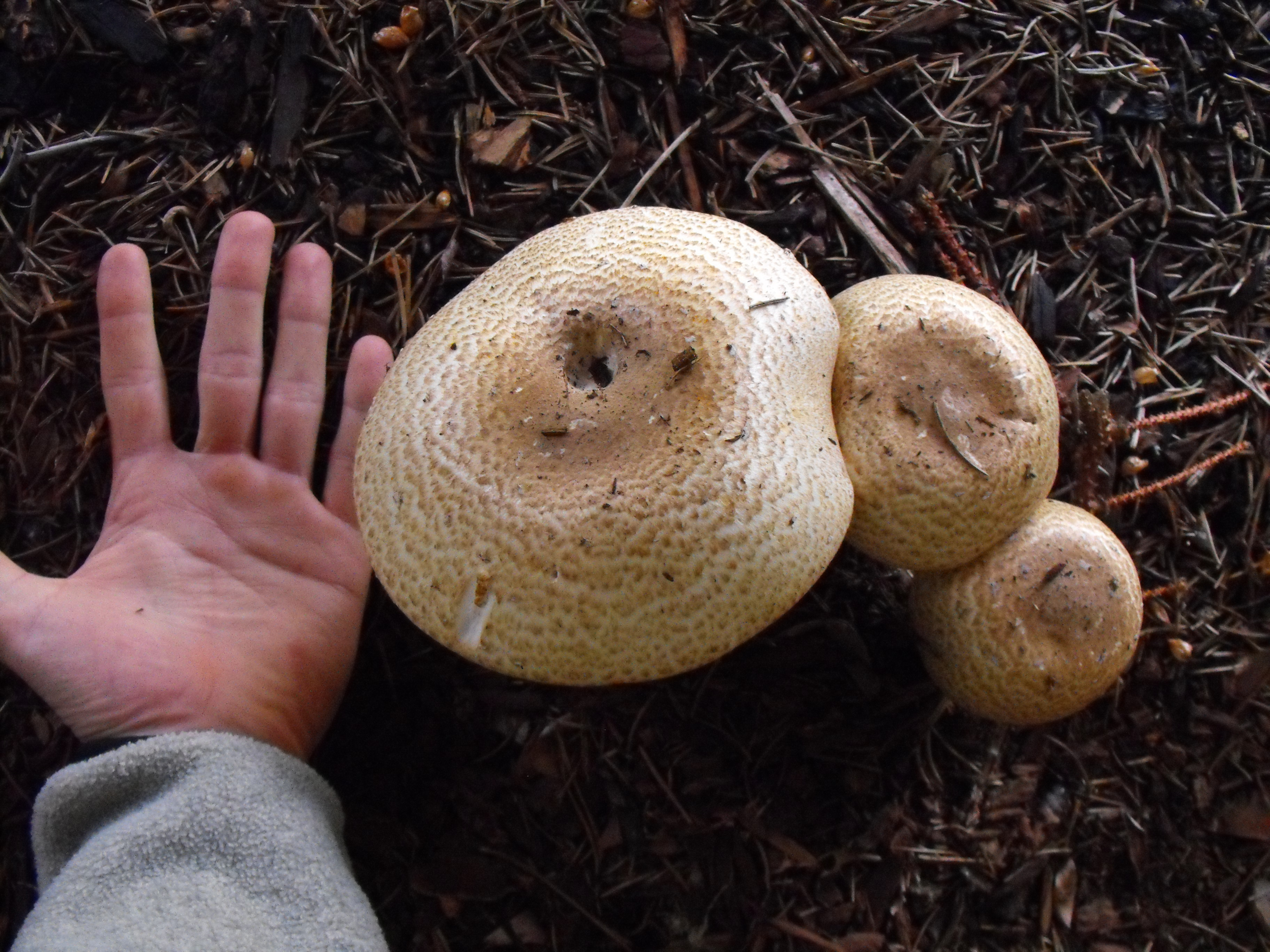
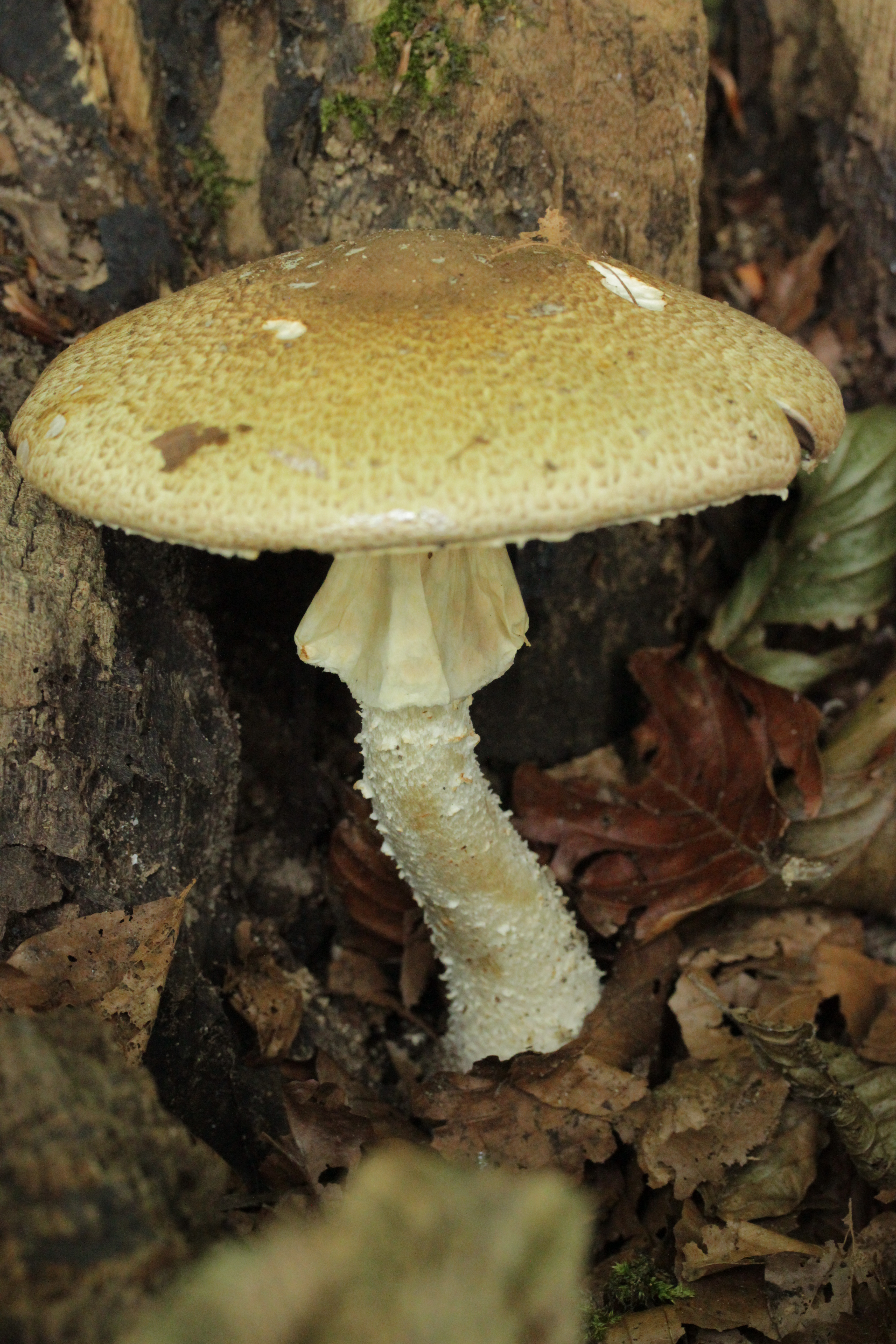
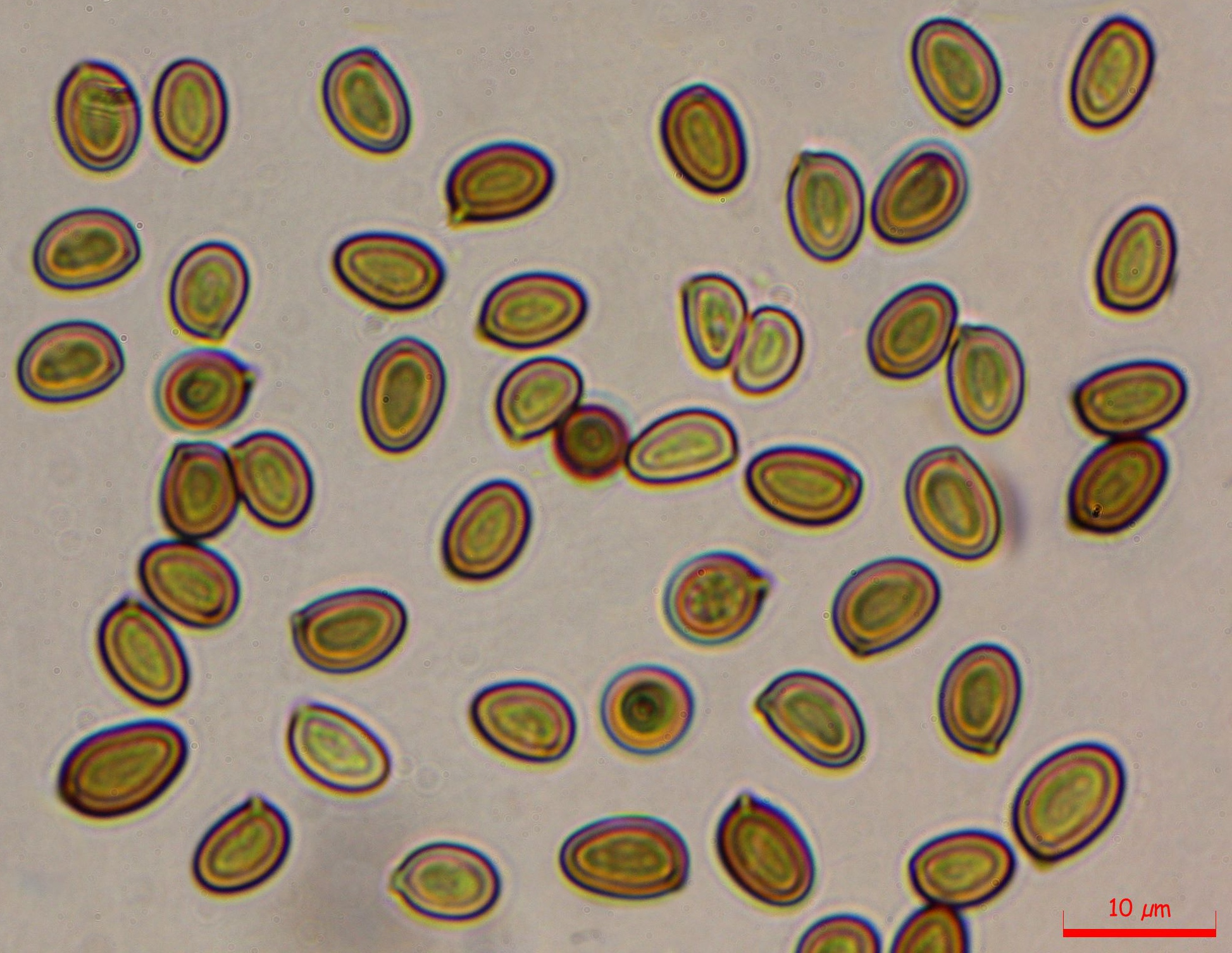
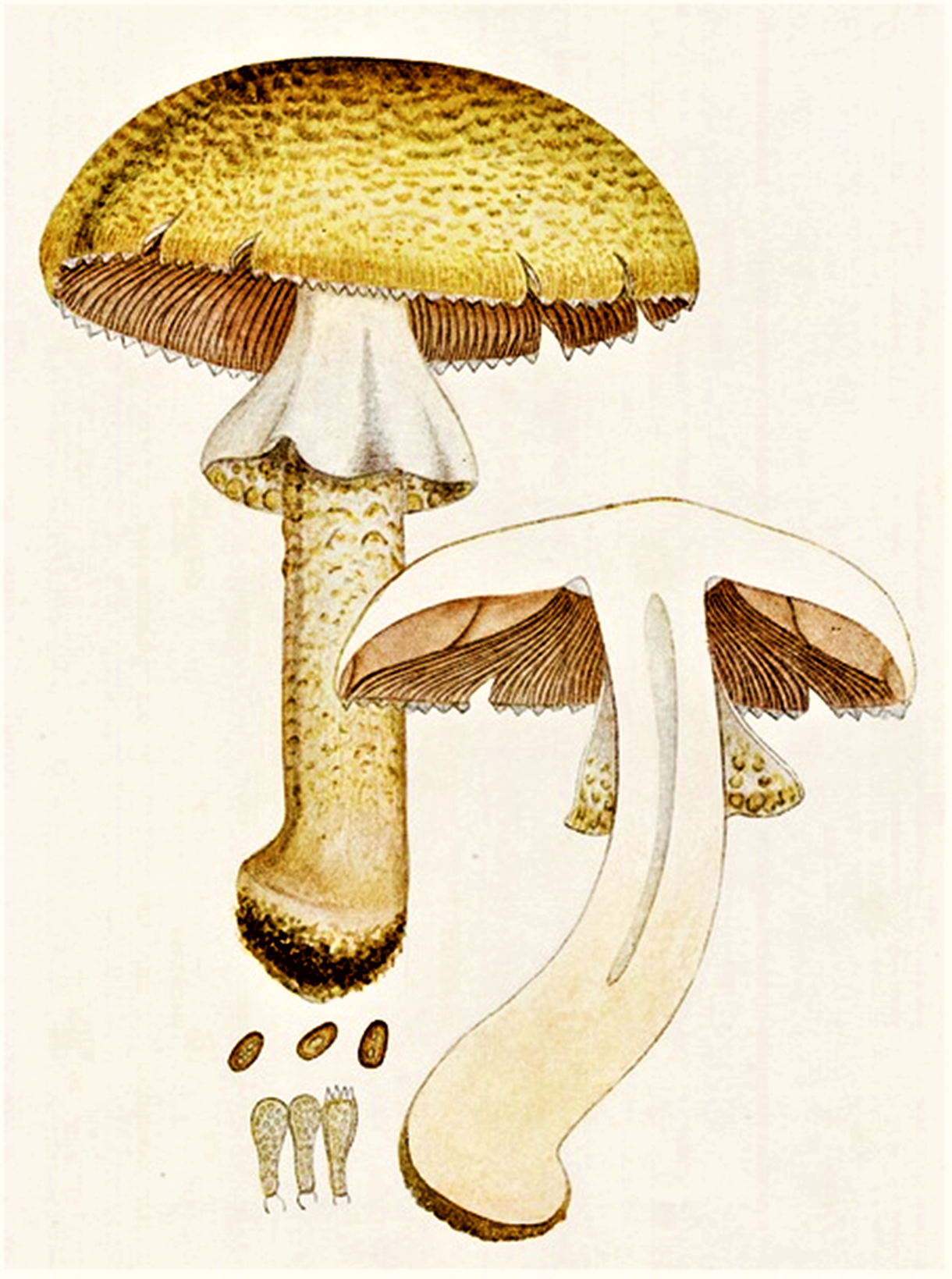

Ehető, ízletes gomba. 